# Universidad Católica (métro de Santiago)
Universidad Católica est une station de la Ligne 1 du métro de Santiago au Chili, dans le commune de Santiago.

## Histoire
La station est ouverte depuis 1977. Son nom provient de la station est située juste au-dessous du siège de l'Université pontificale catholique du Chili. Il est symbolisé ci-dessus avec la silhouette de la statue du Sacré-Cœur de Jésus, tout comme le Christ, qui couronne la façade de son siège connu.